# Nikołaj Peszałow
Nikołaj Sławew Peszałow (bułg. Николай Славев Пешалов, ur. 30 maja 1970 w Pazardżiku) – bułgarski oraz chorwacki sztangista, czterokrotny medalista olimpijski i wielokrotny medalista mistrzostw świata i Europy.

## Kariera
Pierwszy sukces osiągnął w 1989 roku, kiedy na mistrzostwach świata w Atenach zdobył srebrny medal w wadze piórkowej. W zawodach tych rozdzielił na podium reprezentanta Turcji Naima Süleymanoğlu i Attilę Czankę z Rumunii. Na rozgrywanych rok później mistrzostwach świata w Budapeszcie był najlepszy, wynik ten powtarzając w wadze koguciej podczas mistrzostw świata w Melbourne w 1993 roku i mistrzostw świata w Stambule w 1994 roku. Następnie zajął trzecie miejsce na mistrzostwach świata w Guangzhou, gdzie wyprzedzili go tylko Grek Leonidas Sambanis i Chun Byung-kwan z Korei Południowej. W międzyczasie zdobył też srebrny medal w wadze piórkowej podczas igrzysk olimpijskich w Barcelonie, ulegając tylko Süleymanoğlu. Cztery lata później, na igrzyskach olimpijskich w Atlancie, Peszałow zajął trzecie miejsce w wadze piórkowej, przegrywając tylko z Sabanisem i Chińczykiem Tang Lingshengiem.
Od 1998 roku startował w barwach Chorwacji, jeszcze w tym samym roku zdobywając srebrny medal na mistrzostwach świata w Lahti. Wyprzedził go tylko Sabanis, a trzecie miejsce zajął Bułgar Sewdalin Minczew. Na rozgrywanych dwa lata później igrzyskach olimpijskich w Sydney zdobył złoty medal w wadze piórkowej, ustanawiając jednocześnie nowy rekord olimpijski. Był to także pierwszy w historii złoty medal olimpijski dla Chorwacji w tym sporcie. Brał również udział w igrzyskach olimpijskich w Atenach w 2004 roku, gdzie zajął trzecie miejsce w wadze lekkiej. Tym razem lepsi okazali się Chińczyk Zhang Guozheng i Koreańczyk Lee Bae-young. Ponadto zdobył trzynaście medali mistrzostw Europy, w tym osiem złotych: 1991, 1992 (waga piórkowa), 1993, 1994, 1995, 1997 (waga kogucia), 2000 i 2001 (ponownie waga piórkowa). W 2004 roku zakończył karierę.